# 七海Nana7mi
七海（Nana7mi），是来自中国大陆的一名虚拟主播。所属公司是VirtuaReal，是VirtuaReal Project企划的二期生。

## 人物简介
七海从2019年开始出道以虚拟主播身份在bilibili开始进行活动，设定是喜欢鲨鱼的女高中生（一说喜欢女高中生的鲨鱼）。虽然喜欢大海，梦想是“征服七大海洋”，却不会游泳。直播内容以游戏与杂谈为主，掌握曲库以二次元（ACG）老歌为主。
由于数次放送事故及本人丰富的亚文化阅历，一度和英雄联盟电竞圈绑定，对当时仍处于起步阶段的中国大陆地区Apex英雄职业赛事体系也有很大影响。标志性时间节点大致是从2021年7月15日的生日会二次翻红起到2022年秋MDY，MDY.B和MDY.W三队打入2022-23年ALGS正赛
为止。在受bilibili邀请作为官方三台解说英雄联盟S12总决赛时达成了B站100万关注。
在河南，四川等地发生自然灾害后，均捐出了自己当月收入的10%支援赈灾。
七海Nana7mi的别称有：海子姐。她的粉丝名称是脆鲨。

## 参演

### 电视节目、展演
- 2020年8月，与琉绮Ruki、泠鸢yousa等虚拟偶像合作广播剧《国道》，讲述歌手周深《国道》专辑每首歌曲的背景故事。[12]
- 2021年11月，主持由机核举办的“核聚变2021Tour”广州站活动[13]。
- 2021年10月29日—2021年12月16日，出演江苏卫视主办的综艺-国漫竞演类节目《2060》[14][15][16]。

### 参加大型展出、晚会
- 参与ChinaJoy：2019
- 参与bilibili拜年祭：2020、2021：出演小品《今晚吃啥》[17]、2022：出演小品《健身房鲨人事件》。
- 参加哔哩哔哩嘉年华（Bilibili Macro Link）活动：2019、2020[18]、2021、2022（因疫情取消[19]）。
- 参加CICF：2021

### 演唱会
- 2021年6月5日，在万代南梦宫上海文化中心举办首个3D个人演唱会《这个好诶》[20][21]。
- VirtuaReal 夏日合唱演唱会：Promax（2021.8），Super（2022.9）。

VMM2的活动海报1（下方宝蓝色方形为七海的剪影）

VMM2的活动海报2（第一排左二为七海）

- VirtuaReal Music Mixup：VMM1（2021.1），VMM2（2022.1）。

## 代言及宣传产品
- 主办 Apex 雀巢®脆鲨杯（Apex D级邀请赛）。[22]
- 在2022年9月，七海Nana7mi的语音包在百度地图上线实装。[23]
- 在2021双十一期间通过Nijisanji淘宝周边店发售带有自己IP的官方鲨鱼卫衣，12小时成交额破130万。[24]
- 与Zotac合作推出联名款RTX3080 X-Gaming显卡。[25]
- 在对华理“耳机门”[26]争议发言道歉7个月后受启发推出了自己代言的Bilipods（bilibili会员购）七海耳机[27]。

## 轶闻
- 在吴亦凡因犯罪被中国警方拘捕后，有吴亦凡粉丝声称：“打算一起劫法场的姐妹可以找七海报名”[28][29]，经过地方媒体《抚州日报》抖音号转载导致警察半夜三点登门向完全不知情的七海本人询问情况。

## 音乐作品

### 原创曲
截至2022年10月21日，共8首。列表如下：
《夭夭》
- 發行日期：2020-03-12
- 製作人：EDIQ
- 排行榜排名：Bilibili当日日榜第16名
- 作词：墨大筝
- 作曲：陈禹Tony_ms
- 编曲：徐梦圆
- 网址：https://www.bilibili.com/video/BV1SE411V78E
- 播放量：208.5万（截至2022年10月21日）
- 其他参演人员：泠鸢yousa、琉琦Ruki

《RUNNer》
- 發行日期：2020-03-14
- 作词：琉琦Ruki、七海Nana7mi
- 网址：https://www.bilibili.com/video/BV1XE411G7gi

《77:77PM》
- 發行日期：2021-01-09
- 作词：七海Nana7mi、NEKO(TOXH RECORDS)
- 作曲：AKATOXH
- 编曲：AKATOXH
- 网址：https://www.bilibili.com/video/BV19K4y1p7Zh
- 其他参演人员：Odakim（后期）、香槟树（曲绘）、明暗像素（PV）

《元气女孩》
- 發行日期：2021-02-07
- 製作人：登乐V计划
- 作词：愚青Greeny
- 作曲：卡kariko
- 编曲：欧阳箐宇
- 网址：https://www.bilibili.com/video/BV1Y541177Rg
- 播放量：47.2万（截至2022年8月6日）
- 其他参演人员：hanser（合唱）、喵太社（视频制作）

《无垠梦海》
- 發行日期：2021-06-05
- 製作人：Amber 吴哲宇
- 作词：李崎
- 作曲：盖盖Nyan
- 编曲：Parousia、SuZ
- 网址：https://www.bilibili.com/video/BV1DK4y1g7zE
- 播放量：11.7万（截至2022年9月30日）
- 其他参演人员：Timirage（混音）、大佐伊（视频监制）、陈红（音乐监制）、明暗像素（PV）

《我。/Myself -Miwake-》
- 發行日期：2021-08-14
- 製作人：VirtuaReal
- 作词：soratan
- 作曲：笨齿_Odakim、TMKJ
- 编曲：笨齿_Odakim、TMKJ
- 网址：https://www.bilibili.com/video/BV1yf4y137XH
- 播放量：15.7万（截至2022年8月6日）
- 其他参演人员：喵太社（PV、曲绘）、猫耳studio（混音）

《流星》
- 發行日期：2022-03-12
- 製作人：泡饭
- 作词：泡饭、小可学妹、阿梓从小就很可爱、七海nanami
- 作曲：泡饭
- 编曲：泡饭
- 网址：https://www.bilibili.com/video/BV1b34y1b7fU
- 播放量：35.2万（截至2022年9月30日）
- 其他参演人员：小可学妹（合唱）、阿梓从小就很可爱（合唱）、晴空飞行员（曲绘）、明暗像素（PV）

《限定游戏》
- 發行日期：2022-08-28
- 製作人：人形兎
- MV導演：谢名浩Kyle（编舞）
- 作词：人形兎
- 作曲：人形兎
- 编曲：人形兎
- 网址：https://www.bilibili.com/video/BV1nU4y167p5
- 播放量：89.9万（截至2022年9月30日）
- 其他参演人员：小可学妹、阿梓从小就很可爱

### 由VirtuaReal出品的团曲
| 时间           | 歌名                                        | 作词             | 作曲         | 编曲           | 演唱者 | 备注                                                                              |
| -------------- | ------------------------------------------- | ---------------- | ------------ | -------------- | --- | --------------------------------------------------------------------------------- |
| 2020年6月19日  | 《Virtual to LIVE - covered by VirtuaReal》 | Key-光玉         |              | kz             | 艾因Eine、琉绮Ruki、七海Nana7mi、中单光一、无理Muri、蜜球兔、阿萨Aza、弥希Miki、星弥Hoshimi | 彩虹社团曲VTL的中文版本，进行了重新编曲和变奏，演唱者是VirtuaReal早期的所有成员。 |
| 2020年12月24日 | 《Only in LOL》                             | Odakim、C.P.     | BigJam       | Odakim、BigJam | 七海Nana7mi、阿萨Aza、罗伊Roi、艾因Eine、琉琦Ruki | 英雄联盟2020赛季全球总决赛的应援曲，有五人不同排列组合的合唱版本。                |
| 2021年4月28日  | 《星海》                                    | 浓缩排骨         | TMKJ、Odakim | TMKJ           | 艾因Eine、琉绮Ruki、七海Nana7mi、中单光一、无理Muri、惑姬Waku、阿萨Aza、罗伊Roi | VR社的二周年庆祝曲。                                                              |
| 2021年8月28日  | 《梦幻岛》                                  | 浓缩排骨         | 磁带君       |                | 阿梓从小就很可爱、艾因Eine、金克茜Jinxy、琉绮Ruki、露露娜Ruruna、茉里Mari、诺莺Nox、七海Nana7mi、千春Chiharu、勺Shaun、小可学妹、星弥Hoshimi、雪绘Yukie、真绯瑠Mahiru                                                                                              | 夏日合唱Promax（第二届）的曲目。                                                  |
| 2021年8月29日  | 《炽夏流光》                                | 浓缩排骨         | Evalia       | Evalia         | 艾因Eine、金克茜Jinxy、琉绮Ruki、诺莺Nox、七海Nana7mi、雪绘Yukie、真绯瑠Mahiru | 夏日合唱Promax（第二届）的曲目。                                                  |
| 2022年5月28日  | 《七色回响》                                |                  |              |                | 艾因Eine、七海Nana7mi、中单光一、蜜球兔、星弥Hoshimi、弥希Miki、真绯瑠mahiru、罗伊_Roi、阿萨Aza、雪绘Yukie、千春_Chiharu、茶冷_Channel、勺Shaun、田野柴Tanoshiba、千幽Chiyuu、茉里Mari、阿梓从小就很可爱、小可学妹、勾檀Mayumi、蕾米Remi、轴伊Joi_Channel、尤格Yog | VR的第三首社歌，在2022 NijiFes 上作为中方艺人的曲目之一进行3D唱跳演出。           |
| 2022年9月24日  | 《Zero 2 Hero》                             | C.P              | MXM          |                | 艾因Eine、七海Nana7mi、真绯瑠mahiru、罗伊_Roi、阿萨Aza、阿梓从小就很可爱 | 夏日合唱Super（第三届）的曲目。                                                   |
| 2022年9月25日  | 《Shake the World!》                        | 果汁凉菜、Evalia | Evalia       |                | 艾因Eine、七海Nana7mi、星弥Hoshimi、真绯瑠mahiru、罗伊_Roi、阿萨Aza、雪绘Yukie、茶冷_Channel、勺Shaun、田野柴Tanoshiba、千幽Chiyuu、茉里Mari、阿梓从小就很可爱、小可学妹、桃星Tocci、瑞娅_Rhea、尤格Yog                                                            | 夏日合唱Super（第三届）的曲目。                                                   |